# Ободовский, Василий Семёнович
Василий Семёнович Ободовский (1861 — 11 ноября 1914) — земский деятель, депутат Государственной думы IV созыва от Самарской губернии

## Биография
Потомственный дворянин Самарской губернии. Окончил  гимназию. В службе с 1878 года (с гимназии), в классном чине с 1881 года.
По другим сведениям окончил военное училище и с 1881 служил офицером. В 1891 году служил в чине поручика батальонным адъютантом в 96-м пехотном резервном полку. В 1894 году вышел в отставку. В течение одного года был слушателем Высших сельскохозяйственных курсов. Служил исправником. Общественную службу начал в 1896 году с должности  городского головы города Новоузенск Самарской губернии, какую занимал до 1899 года. В 1897 стал почётным мировым судьёй. В 1899-1914 годах служил председателем Новоузенской уездной земской управы. В 1898 стал председателем Общества трудовой помощи, с 1902 председатель Общества помощи учащимся и общества «Друзья леса». В 1905 году избран почётным попечителем Новоузенского реального училища. В 1906 году стал председателем Попечительского совета Новоузенской женской гимназии. С 1 февраля 1911 года действительный член Саратовской Учёной Архивной Комиссии.  Владел землёй площадью 330 десятин.  В 1912 году дважды направлял представление о целесообразности назначить П. Г. Маслова помощником уездного агронома в Новоузенском уезде. Самарский губернатор Н. В. Протасьев согласился утвердить в должности отбывшего административную ссылку эсера Маслова только после поручительства Ободовского.
25 октября 1912 года избран в Государственную думу IV созыва от общего состава выборщиков Самарского губернского избирательного собрания. Примыкал к фракции Прогрессистов. Вошёл в состав думских комиссий по народному образованию, по местному самоуправлению, распорядительной, о путях сообщения.
В 1913 году получил чин действительного статского советника.
Смерть В. С. Ободовского 11 ноября 1914 года, как пишут современные краеведы, до предела обострила противостояние покровских и новоузенских гласных в уездной земской управе. В частности, гласный В. Ф. Кобзарь попытался добиться перевода земских учреждений из Новоузенска в Покровск, чему до этого противостоял Ободовский.

## Семья
- Жена[2] — ?.
  - Дочь[2] — ?.

### Рекомендуемые источники
- Российский государственный исторический архив. Фонд 1278. Опись 9. Дело 571.